# ゲオルギオス・パパドプロス
ゲオルギオス・パパドプロス（ギリシャ語: Γεώργιος Παπαδόπουλος, ラテン文字転写: George Papadopoulos, イェオルヨス・パパドプロス、1919年5月5日 - 1999年6月27日）は、ギリシャの政治家、軍人。1967年4月21日のクーデターを率い、1974年まで続いたギリシャ軍事政権の指導者であった。1967年のアルジェリアとフランスの合作映画の「Z」と1974年のイタリア映画の「ペイネ 愛の世界旅行」で痛烈に皮肉られている。

## 前半生
1919年5月5日にペロポネソス半島アカイアで誕生した。父は教師を務め、2人の兄弟がいた。中等教育を受けた後はギリシャ陸軍士官学校に入学し、1940年に卒業した。
士官学校の1940年卒業生はすぐさま戦闘を経験することになった。ムッソリーニ率いるイタリアが要求していたギリシャ領内におけるイタリア軍の自由通行権を1940年10月28日にイオアニス・メタクサス首相が拒否し、イタリア軍はアルバニアからギリシャ内に侵攻を開始した。パパドプロスは砲兵部隊の少尉として戦闘に参加した。ドイツ軍が1941年4月6日に参戦すると情勢は立所に悪化し、4月27日にはアテネがドイツ軍により占領された。クレタ島での戦闘にもドイツ軍が勝利すると、ギリシャはドイツ・イタリア・ブルガリアの共同占領下に入った。
枢軸国の占領に反発して、ギリシャ共産党（KKE）に指導されるギリシャ人民解放軍（ELAS）を中心としたレジスタンス運動が直ちに始まったが、反共主義であったパパドプロスはELASに参加せずパトラの傀儡政権の事務所で働き始めた。パトラ食料配給事務所はナチス占領下の村々における徴税の責任を負っていると同時に、反共主義者で構成された反ELAS部隊を率いていた。パパドプロスはこの部隊でELASとの戦闘に従事していた。
1944年の始めにイギリス軍の助けでギリシャを離れて中東に赴き、中尉に昇進した。1944年には他の右派将校と共に右翼準軍事組織IDEAの設立に関与している。
パパドプロスは1941年に1人目の妻と結婚した。この結婚はうまく行かず、事実上の別居状態が長い間続くことになった。

## 第二次世界大戦後
1946年に大尉に昇進し、ギリシャ内戦の最中の1949年に少佐へ昇格した。この間軍法会議のメンバーとなり、ギリシャ共産党指導者のニコス・ヴェロヤニスに死刑判決を出している。1959年から1964年までは軍の情報機関に勤務し、1956年には軍の一部が計画したクーデターに関与するが未遂に終わった。

## 1967年のクーデター
1965年のコンスタンティノス2世国王によるゲオルギオス・パパンドレウ首相の解任を切っ掛けに、ギリシア内政は左右の対立が顕在化した。国王が度々首相を指名しては反国王派が多数を占める議会が不信任を突き付ける事態が繰り返され、政局は不安定さを増した。
1967年4月21日に大佐となっていたパパドプロスを中心とした陸軍将校がクーデターを決行し、検事総長のコンスタンティン・コリアスを首相につけて戒厳令を敷き自分は総務長官に就いた。全ての政党は解散され、パパンドレウ、パナゴティス・カネロプロス首相など主だった政治家も拘束される。
コンスタンティノス国王も当初はクーデターを追認したが、政権の実権を握ったパパドプロスの専横に嫌気が差して12月13日に自ら決起した。しかし軍の多数派の支持を得ることが出来ずに結局国王はイタリアのローマへ脱出し、パパドプロスは自ら首相に就任して名実共に独裁者となった。

## 独裁の強化と共和制への移行
1968年8月13日には元軍人で抵抗運動の指導者の一人だったアレクサンドロス・パナグリスがパパドプロスを暗殺しようとするが、未遂に終わる。これを機に秘密警察による国民の監視と検閲などによる言論統制を強化し、政権に反対する政治家や共産主義者と思われる者たちを逮捕して国外追放あるいはマクロニソス島へ収監した。パパドプロスはこれらの圧政を共産主義の巻き返しに対抗する為だと述べて正当化したが、アムネスティは軍事政権下で多くの人々が受けた拷問の詳細を報告している。
1972年3月21日には摂政を兼任すると共に、共和制への移行を宣言した。1973年6月1日には大統領制に移行して自ら大統領に就任し、文民のスピロス・マルケジニスを首相に指名して（名目的ながら）民政移管を実現した。

## 独裁の崩壊と失脚
1973年11月17日にアテネ工科大学で、独裁政権に反対する学生の蜂起に武力鎮圧を命じて死者80人以上を出したことで陸軍高級将校らの間にパパドプロスへの反感が生まれ、名目的とは言え民政に移行したことでクーデター当初の厳格な軍事独裁から逸脱したと将校らに疑念を持たれ、独裁政権の基盤が揺らいだ。直後の11月25日に腹心で秘密警察の長官だったディミトリス・イオニアデスがクーデターを起こし、パパドプロスは失脚して自邸に軟禁状態に置かれた。
クーデター後に成立したフェドン・キジキスの軍事政権も、翌1974年にキプロスのクーデターに介入したことを切っ掛けに海軍・空軍が離反して崩壊。その後の民主化の過程でパパドプロスら軍事政権の指導者は起訴され、パパドプロスも反逆罪で死刑を宣告された。その後終身刑に減刑され、恩赦も拒否しながら1999年ガンにより獄中で死去した。
民主化後のギリシャで彼は独裁の象徴と見なされている。多くのギリシャ人はパパドプロスを近代ギリシャ史における汚点だと考えているが、支持者たちは国家政治連合（EPEN）を結成した。だが現在この政党は解散している。またパパドプロスにはCIAとのつながりがあったと言われ、事実冷戦期の米ソの対立の中でギリシャの軍事政権はアメリカの支援を受けていた。